# アンドロサイド

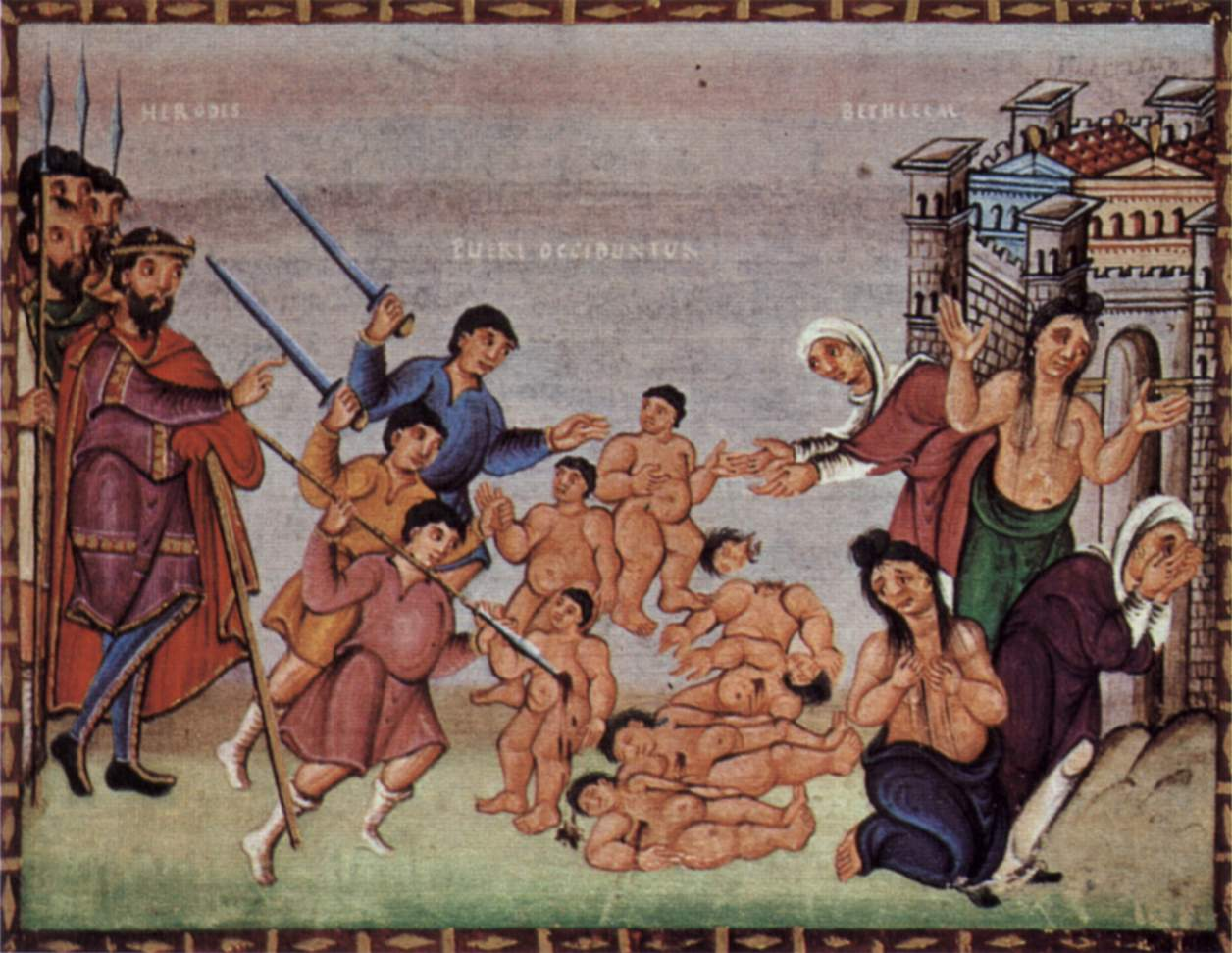
聖書の物語「幼児虐殺」では、2歳未満の男児が国家によって殺害された。

アンドロサイド (Androcide) は、男性や少年を組織的に殺害すること。全世界で、男性は非紛争死の79%を占めており、直接的な紛争死のほとんどを占めている。 

## 語彙論
アンドロサイドはフェミサイドに対置される用語であり、ジェンダーサイドの下位語である。語源は、「男」または「少年」を意味するギリシア語の接頭辞「andro」と、「殺害」を意味するラテン語の接尾辞「cide」の混種語である。

## 人間
人間社会においては、敵の攻撃能力を低下させる目的でアンドロサイドが行われる可能性がある。フェミニズムに批判的な組織や出版社の中には、男性が標的にされることは戦争における現代の問題であると主張している所もある。アンドロサイドはまた、古代ギリシア神話や、男女間の不和を描いた文学でも登場する。

## 植物
植物に関しては、アンドロサイドは特定の作物の雄しべを取ることにより、受粉を管理することを指す場合がある。

## アンファール虐殺
アンファール虐殺は、イラン・イラク戦争の末期で、50,000人から182,000人のクルド人と数千人のアッシリア人が殺害されたジェノサイドだった。アンファール作戦中に行われたこの行為は、サッダーム・フセイン大統領による命令のもと、アリー・ハサン・アル＝マジードが主導した。1988年に開始されて6つの地区に展開され、8つの段階があった。すべての民間人は幹線道路近くの地点に誘導され、そこで軍に拾われて10代の少年、男性、女性、子供、高齢者に分別された。男性と10代の少年は二度と帰ることがなく、女性、子供、高齢者が収容所に移送されている間、男性は服を脱ぐよう命令され、サルワールだけを身に着けた状態で処刑された。反乱の可能性を減らすため、多くのクルド人の男性と少年が殺害された。